# Luftseilbahn Norsjö

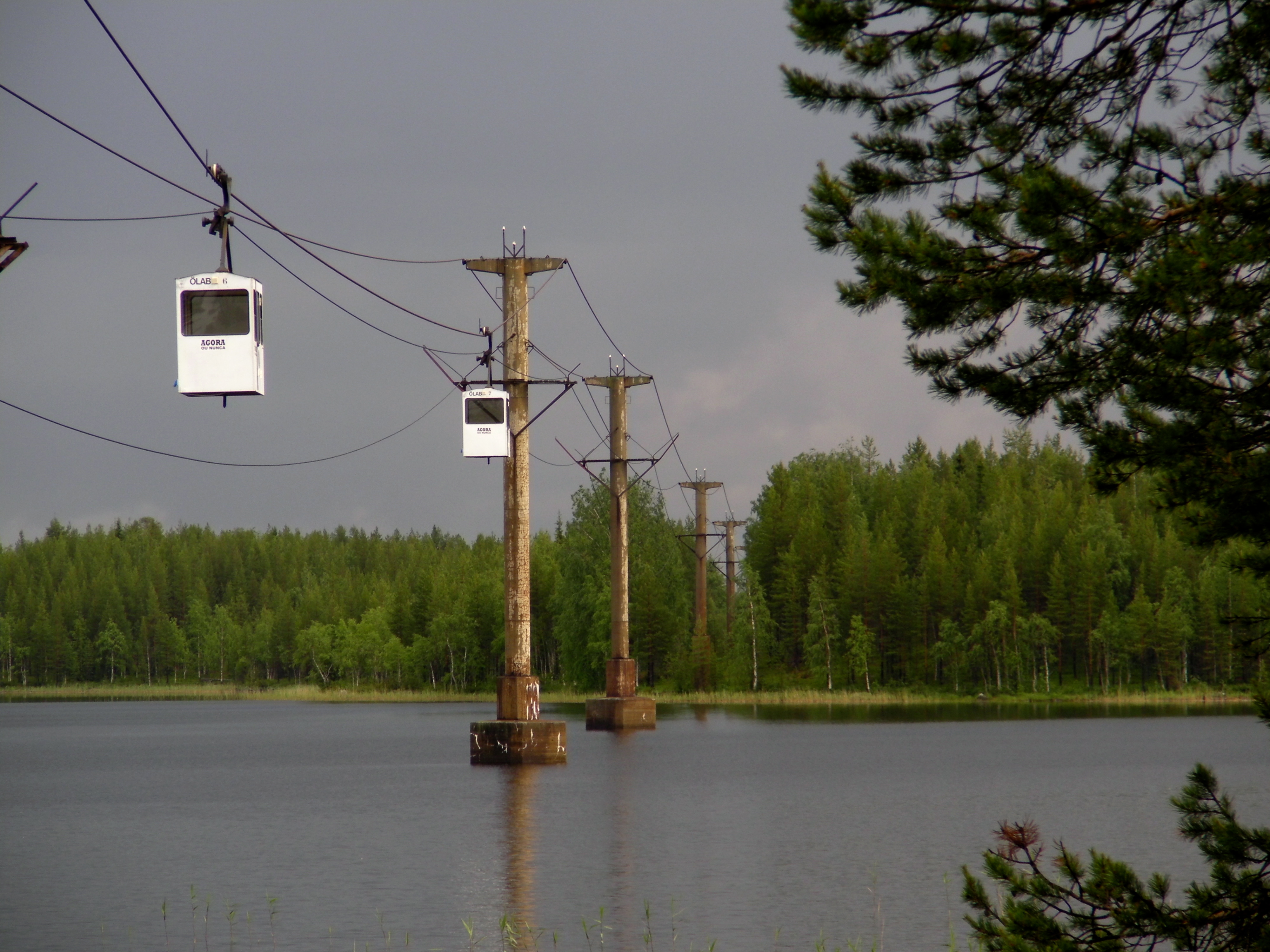
Seilbahn über dem See von Mensträsk

Die Luftseilbahn Norsjö war eine 13,613 km lange Kleinkabinenbahn in der Gemeinde Norsjö in der schwedischen Provinz Västerbotten und war von 1989 bis 2017 in Betrieb. Es handelte sich um die für den Personenverkehr zur Gondelbahn umgebaute Sektion IV der früheren Materialseilbahn Linbanan Boliden - Kristineberg zwischen Örträsk (65° 0′ 29,3″ N, 19° 36′ 42,3″ O) und Mensträsk (65° 4′ 25,3″ N, 19° 22′ 2,1″ O).

## Linbanan Boliden–Kristineberg ab 1943
Die Linbanan Boliden – Kristineberg war eine Materialseilbahn zwischen Boliden in der Gemeinde Skellefteå und Kristineberg in der Gemeinde Lycksele in der Provinz Västerbotten, die mit 96 Kilometer die längste Luftseilbahn der Welt war. Sie löste bei ihrer Eröffnung die Massaua-Asmara-Seilbahn in Eritrea als längste Seilbahn ab. Die Linbanan Boliden–Kristineberg wurde 1943 eröffnet, um Erz aus der Kristinebergsgruvan, einer Mine der heutigen Boliden AB, zu dem Ort Boliden und weiter auf der Eisenbahn zum Hafen in Skellefteå zu transportieren. Sie war in acht Sektionen unterteilt. Die Erzkübel hatten ein Leergewicht von 200 kg und eine Nutzlast von 1 000 kg. Auf dieser Materialseilbahn wurden bis zu ihrer Einstellung im Jahr 1987 insgesamt 12 Millionen Tonnen Kupfer-, Blei-, Zink-, Silber- und Golderze in Förderkörben transportiert. 
Der Abschnitt Örträsk – Mensträsk wurde anschließend für touristische Zwecke zur Personenseilbahn umgebaut und konnte bis zum Jahr 2017 genutzt werden.

## Touristische Seilbahn ab 1989
Die Personenseilbahn mit ihren Vierergoldeln hatte wie die frühere Materialseilbahn ein Tragseil und ein umlaufendes Zugseil, mit dem 28 kuppelbare Kabinen (14 pro Richtung) bewegt wurden, die die einfache Strecke bei einer Geschwindigkeit von 11 km/h (3 m/s) in rund anderthalb Stunden zurücklegten. Insgesamt drei Kilometer der Fahrt führten über Bäche, Seen und Moore.
2018 wurde der Betrieb nicht mehr aufgenommen, nachdem altersbedingte Schäden an den 73 Betonstützen festgestellt worden waren. Die Anlage stand Anfang 2020 zum Verkauf.

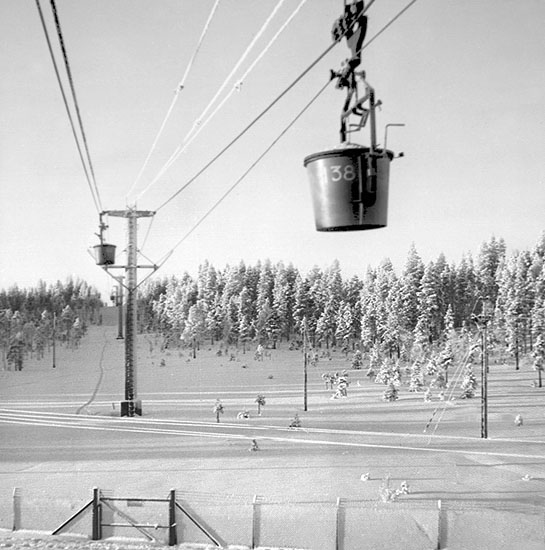
Linbanan Boliden–Kristineberg im Jahr 1943

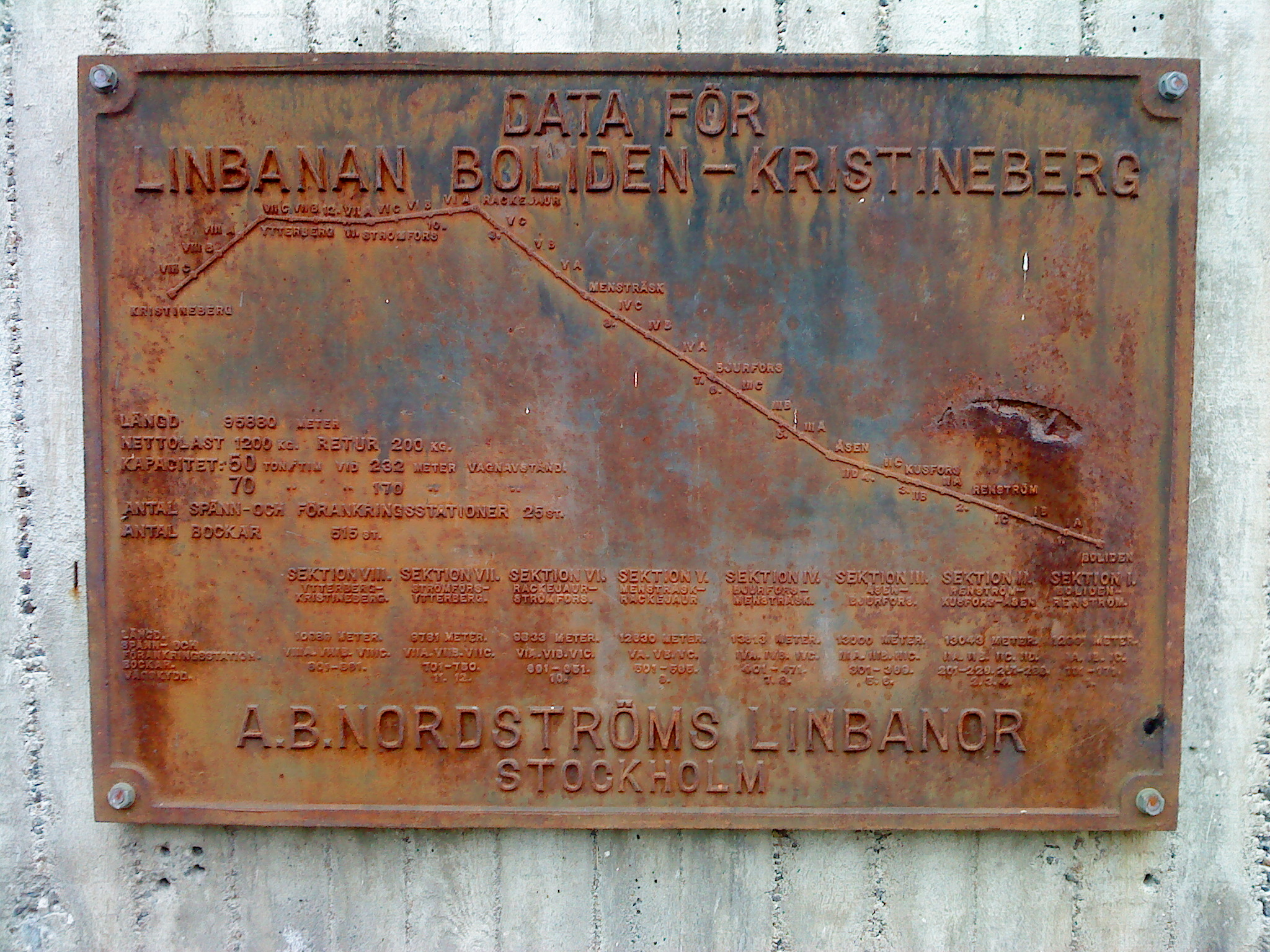
Datenplatte der Linbanan Boliden–Kristineberg

| Ort / Sektion           | Koordinaten / Länge der Sektion  |
| ----------------------- | -------------------------------- |
| Boliden                 | 64° 52′ 24,6″ N, 20° 21′ 49,6″ O |
| Sektion I / 12.691 m    |                                  |
| Renström                | 64° 54′ 48,8″ N, 20° 6′ 45,6″ O  |
| Sektion II / 13.043 m   |                                  |
| Åsen                    | 64° 56′ 47,2″ N, 19° 50′ 40,3″ O |
| Sektion III / 13.000 m  |                                  |
| Örträsk / Bjurfors      | 65° 0′ 29,3″ N, 19° 36′ 42,3″ O  |
| Sektion IV / 13.613 m   |                                  |
| Mensträsk               | 65° 4′ 25,3″ N, 19° 22′ 2,1″ O   |
| Sektion V / 12.830 m    |                                  |
| Rakkejaur               | 65° 8′ 35,3″ N, 19° 9′ 21,4″ O   |
| Sektion VI / 09.833 m   |                                  |
| Strömfors               | 65° 7′ 38,6″ N, 18° 56′ 58″ O    |
| Sektion VII / 09.781 m  |                                  |
| Ytterberg               | 65° 7′ 49,3″ N, 18° 44′ 28,2″ O  |
| Sektion VIII / 10.889 m |                                  |
| Kristineberg            | 65° 3′ 58,2″ N, 18° 33′ 57″ O    |
| Länge gesamt: 95.880 m  |                                  |

 Ehemalige in Betrieb befindliche Seilbahnsektion